# أو تاون (فلم)
أو تاون (بالإنجليزية: O-Town)، هُو فيلم جريمة وعصابات نيجيري صدر سنة 2015 وأخرجه سي جي أوباسي.

## وصلات خارجية
- أو تاون  في قاعدة بيانات الأفلام على الإنترنت (بالإنجليزية)